# Mycaranthes padangensis
Mycaranthes padangensis là một loài thực vật có hoa trong họ Lan. Loài này được (Schltr.) Brieger mô tả khoa học đầu tiên năm 1981.